# کارلا آبلانا
کارلا آبلانا (انگلیسی: Carla Abellana؛ زادهٔ ۱۲ ژوئن ۱۹۸۶) هنرپیشه، و مدل اهل فیلیپین است.
از فیلم‌ها یا برنامه‌های تلویزیونی که وی در آن نقش داشته‌است می‌توان به کسی برای دوست داشتن اشاره کرد.